# Zunfttanz
Zunfttanz nennt man einen Tanz einer Handwerkerzunft.
Im Mittelalter war das Handwerkertum durch Zünfte geprägt, Körperschaften, die die gemeinsamen Interessen eines Berufsbildes vertraten. In manchen Fällen gehörten neben Regeln für das soziale, geschäftliche und religiöse Leben und festen Kostümen und Wappen auch eigene Tänze zum kulturellen Repertoire einer Zunft.
Die Zunfttänze wurden bei traditionellen Anlässen einer Zunft zum Ruhme des jeweiligen Handwerks getanzt, aber auch zur Ehrung von Personen oder zu freudigen Anlässen wie Hochzeiten aufgeführt.
Beispiele für Zunfttänze sind der Messertanz und der Fackeltanz.